# Dani Ponz
Daniel "Dani" Ponz Folch (nascut el 19 de desembre de 1973) és un futbolista valencià retirat que va jugar de porter, i posteriorment fa d'entrenador de futbol, actualment al CE Eldenc.

## Carrera
Nascut a Sollana, País Valencià, Ponz va jugar al Sollana CF de la seva ciutat natal abans de retirar-se als 29 anys. Després de treballar com a entrenador de fitness i porters, va iniciar la seva carrera directiva a càrrec de les categories juvenils de l'EMFU L'Alcúdia l'any 2005.
El 2010, després de dirigir els juvenils del CF Torre Levante i el Llevant UE, Ponz va ser nomenat entrenador de l'Atlètic Saguntí de Tercera Divisió. El juliol de 2012 va ser nomenat al capdavant de l'equip de la mateixa lliga UE Alzira.
Ponz va marxar de l'Alzira el 21 de juliol de 2014, però va tornar al club l'11 de febrer següent. El 4 de juliol de 2017 va marxar per convertir-se en entrenador del CE Eldenc també a la quarta divisió.
Ponz va ser acomiadat pels blaugrana el 18 de desembre de 2017, i va tornar al Saguntí el 6 de juny de l'any següent. Va ser destituït d'aquest últim el 16 d'abril de 2019, quan faltaven cinc partits per a acabar la campanya.
L'1 d'agost de 2020, Ponz va tornar a Alzira per a un tercer període. Va aconseguir l'ascens a Segona Divisió RFEF en la seva primera temporada, i va deixar el club el 31 de maig de 2022; en el procés, també es va convertir en l'entrenador que va dirigir el club en més partits.
El 21 de febrer de 2023, Ponz va ser nomenat entrenador de l'Unionistas de Salamanca CF de Primera Federació. Després de dues temporades i de no assolir per poc un lloc de play-off, va optar per deixar el club el 25 de maig de 2024, després de l'expiració del seu contracte.
El 25 de juny de 2024, Ponz va tornar a l'Eldenc amb un contracte d'un any, amb el club ara a Segona Divisió. El seu primer partit professional va tenir lloc el 19 d'agost, una victòria a casa per 2-1 contra el CD Tenerife.